# Vinicius de Moraes
Vinicius de Moraes, född Marcus Vinitius da Cruz de Melo Morais 19 oktober 1913 i Rio de Janeiro, Brasilien, död 9 juli 1980 i Rio de Janeiro, var en brasiliansk poet och textförfattare, som även komponerade musik och skrev pjäser; bland annat skrev han manuset till Marcel Camus Oscarsbelönade film Orfeu Negro (Black Orpheus) från 1959.
Vinícius var en förgrundsfigur i brasiliansk populärmusik från slutet av 1950-talet ända fram till sin död, och skrev texter till många av de mest älskade brasilianska sångerna, bland annat tillsammans med Tom Jobim, Toquinho och Baden Powell som till exempel:
- A Felicidade
- Berimbau
- Canto de Ossanha
- Chega de Saudade
- Estrada branca
- Eu sei que vou te amar
- Garota de Ipanema
- Insensatez
- Samba da bênção